# Bahnhof Trnava
Der Bahnhof Trnava ist ein Bahnhof in der slowakischen Stadt Trnava. In dem regionalen Eisenbahnknoten zweigen von der zweigleisigen Bahnstrecke Bratislava–Žilina die Bahnstrecke Trnava–Kúty bahnlinks und bahnrechts die Bahnstrecke Sereď–Trnava ab. Das Empfangsgebäude befindet sich bahnlinks.

## Lage
Der Bahnhof befindet sich südlich des Stadtzentrums von Trnava an der Straße Staničná, direkt neben dem Busbahnhof der Stadt, dabei überbrücken die Bahnsteige die Straßen Dohnányiho und Andreja Žarnova sowie den Fluss Trnávka.

## Geschichte
Der ursprüngliche Bahnhof der Pressburg-Tyrnauer Eisenbahn (als Pferdebahnbetrieb), der rechts der Bahnstrecke lag, wurde am 1. Juni 1846 feierlich eröffnet, zum Durchgangsbahnhof wurde er am 1. November desselben Jahres, mit der Inbetriebnahme der Verlängerung nach Sereď (damals Szered genannt). Die Umstellung auf Dampfbetrieb im Jahr 1873 und der Bau einer neuen Bahnstrecke Richtung Waag-Neustadtl (Eröffnung 1876) durch die Waagtalbahn machten einen Umbau und eine Erweiterung des Gleisfeldes erforderlich. Wegen des Kurvenverlaufs geschah dieser Umbau hauptsächlich auf der geraden Strecke in Richtung Pressburg, zugleich entstand ein neues Empfangsgebäude links der Bahnstrecke. 1896 kam dazu ein neues Empfangsgebäude, das sich ungefähr 400 m westlich des heutigen befand. Mit der Eröffnung der abzweigenden Strecke nach Smolenitz als Teil einer neuen Verbindung der Bahngesellschaft Magyar Északnyugati helyi érdekű vasút (Ungarische Nordwestliche Lokalbahn) im Jahr 1897 entstand eine weitere Verbindung, allerdings verhinderten die umliegenden Fabriken und deren Anschlussgleise einen weiteren Ausbau.
Eine schon zur Zeit Österreich-Ungarns geplante Eisenbahnwerkstatt konnte erst 1925 in der Tschechoslowakei fertiggestellt werden. Ein in den späten 1930er Jahren begonnener Umbau wegen des zweigleisigen Ausbaus der Bahnstrecke Bratislava–Leopoldov zog sich über mehrere Jahre hin und wurde erst in den 1950er Jahren fertiggestellt. Dabei musste 1941 das Empfangsgebäude der Pferdebahn abgerissen werden, auch die sonst 1941 auf der übrigen Strecke vorhandene Zweigleisigkeit war im Bahnhofsbereich nur provisorisch angelegt.
Mehrere tödliche Unfälle wegen engen Bahnsteigen veranlasste die Trennung des Personenbahnhofs vom übrigen, fortan nur für den Güterverkehr bestimmten Bahnhofsteil. Der Bahn des neuen, näher dem Stadtzentrum liegenden Empfangsgebäudes begann im November 1979, nach mehreren Verzögerungen wurde es feierlich erst am 17. November 1989 (dem Tag des Ausbruchs der Samtenen Revolution) eröffnet. Allerdings existierten die dafür vorgesehenen Inselbahnsteige noch nicht, sodass Passagiere die alten Bahnsteige nutzen mussten. Erst mit der Fertigstellung der neuen Bahnsteige im Jahr 1991 konnte der Personenverkehr vollständig getrennt werden.
Das Empfangsgebäude wurde 2012–2014 im Rahmen des Ausbaus der Bahnstrecke Bratislava–Žilina für 160 km/h nochmals modernisiert, ebenso die Bahnsteige 1, 3 und 4. Die Arbeiten am Bahnsteig 2 konnten erst 2019 abgeschlossen werden.
Die Eisenbahninfrastruktur des Bahnhofs gehört heute der Železnice Slovenskej republiky (ŽSR). Die Züge werden von der Železničná spoločnosť Slovensko (ZSSK) betrieben.

## Kursbuchstrecken
- 120 Bratislava–Žilina
- 116 Trnava–Kúty
- 133 Sereď–Trnava